# Marinilla

Bandeira de Marinilla.

Localização de Marinilla, no departamento de Antioquia.

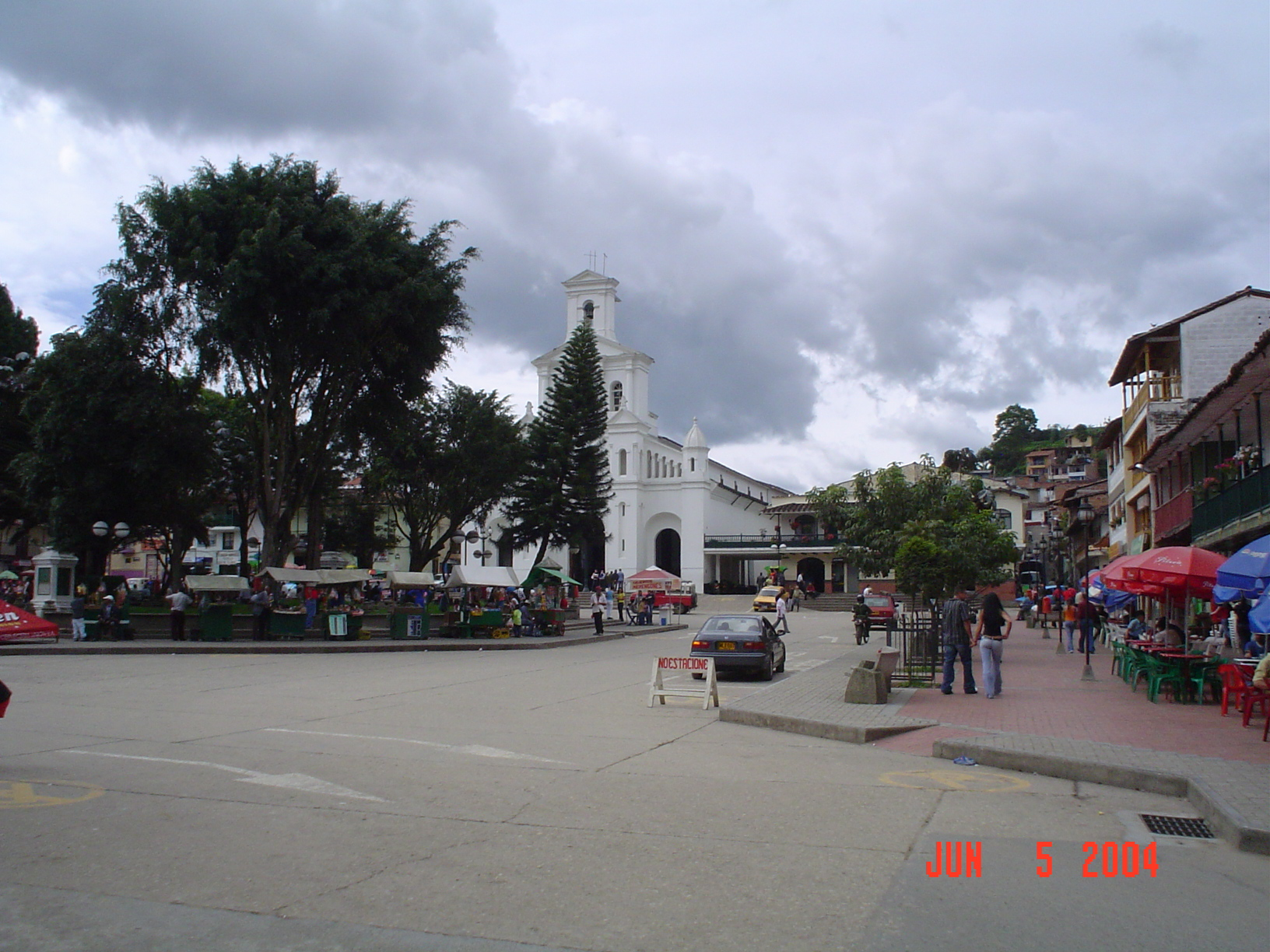
Praça principal de Marinila.

Marinilla é uma cidade e município da Colômbia, no departamento de Antioquia. Dista 47 quilômetros de Medellín, a capital do departamento. Apresenta uma área de 115 quilômetros quadrados e sua população, de acordo com o censo de 2005, é formada por 45.685 habitantes.